# フランソワ・スクイテン
フランソワ・スクイテン（シュイッテン）（François Schuiten, 1956年4月26日 - ）は、ベルギー・ブリュッセル出身のバンド・デシネ作家（漫画家）。ブノワ・ペータース原作による『闇の国々』シリーズで知られる。

## 経歴
1956年、ブリュッセルに生まれる。両親はともに建築家で、5人の兄弟うちの一人ものちに建築家となった。父ロベールは芸術家気質で漫画嫌いであったが、父の描いた未来社会のスケッチはスクイテンのSF的想像力を育むきっかけとなった。1975年から1977年にかけてブリュッセルのサン＝リュック学院に学ぶが、ここでベルギーの漫画界刷新に貢献した人物で、同校で漫画科を教えていたクロード・ルナールと出会った。ルナールとは共同でいくつかの本を制作している。
1973年3月、フランスの漫画雑誌『ピロット』に5ページのモノクロ作品がはじめて掲載され、その4年後には『メタル・ユルラン』にも作品の掲載をはじめた 。1983年、幼馴染であるブノワ・ペータースの原作のもと、『闇の国々』第一作となる『サマリスの壁』をベルギーの漫画雑誌『ア･シュイーブル』に掲載。1985年にはシリーズ第二作『狂騒のユルビカンド』で、アングレーム国際漫画祭にて最優秀作品賞を受賞。また、スクイテンは2002年には同漫画祭にてグランプリに選ばれ、同年ベルギー王アルベール2世より男爵位が与えられた。2012年には、日本で刊行された『闇の国々』の第1巻が文化庁メディア芸術祭マンガ部門において、海外作品として初めて大賞を受賞している。
スクイテンはまたモーリス・ブナユンとともに3Dアニメのテレビシリーズ『Quarxs』制作に携わっているほか、プロダクション・デザイナーとして『ゴールド・パピヨン』『トト・ザ・ヒーロー』『タクサンドリア』『ライラの冒険 黄金の羅針盤』『ミスター・ノーバディ』『火星とアヴリル』などの映画制作に協力している。現在はブノワ・ソーカル、マルタン・ヴィルヌーヴとともに、CGIとモーション・キャプチャー技術を用いた映画『Aquarica』の制作に関わっている。

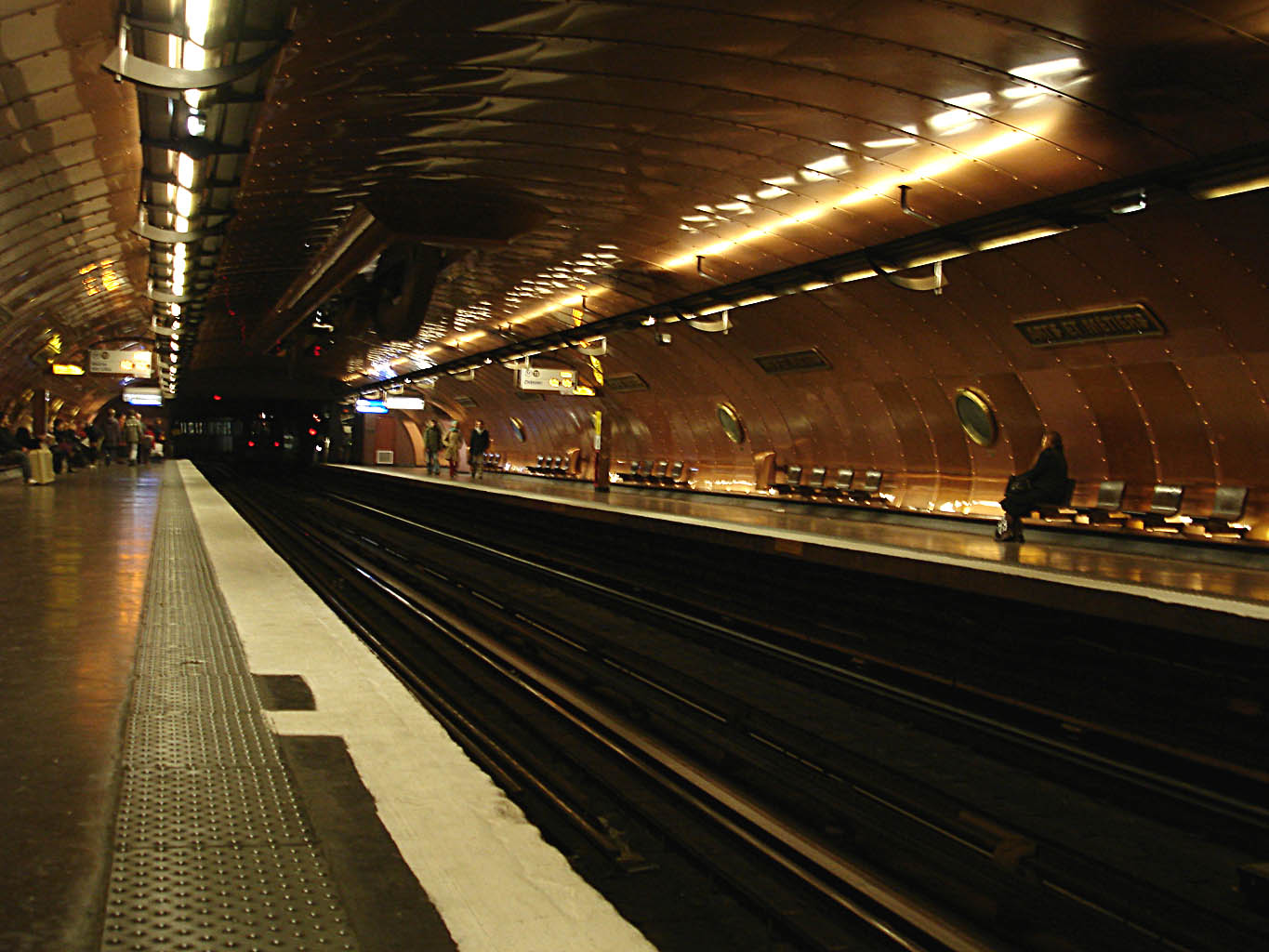
スクイテンがデザインしたパリの地下鉄「アール・エ・メチエ」駅

映像以外では、背景デザイナー（シノグラファー）として、パリやブリュッセルの地下鉄の駅のデザインなどを行っており、2000年のハノーヴァー万国博覧会ではメイン・パビリオンのひとつA planet of visionsをデザインし500万人の観客を集めた。2005年の愛知万博でもベルギー館のパビリオンのデザインを行っている。建築関連では他に、ブノワ・ペータースと協力してヴィクトール・オルタによるアール・ヌーヴォーの建築物オートリック邸の保存・修復にも携わっている。スクイテンはまたベルギーで15種の切手をデザインしている 。2004年から2005年にかけては、ルーヴェンで大規模な展覧会「ユートピアの門」が開かれ、スクイテンの活動の様々な側面に光が当てられた。
スクイテンは1980年にモニーク・トゥーサンと結婚し、彼女との間に4人の子供をもうけている。

## 作品の特徴
スクイテンの画風は銅版画を思わせる緻密なものであるが、『闇の国々』の作画にはアシスタントをいっさい使わず、細かい線を入れていく機械的な作業のみならず、彩色や台詞の転記、タイトルに至るまですべて一人で手がけている。作画には1ページにつき1週間をかけるという。同作品は架空の世界を舞台にしているが、ペータースの文学、自然科学、スクイテンの美術、建築への興味を反映し、ジュール・ヴェルヌやフランツ・カフカ、ホルヘ・ルイス・ボルヘス、オーソン・ウェルズやフリッツ・ラング、ジョヴァンニ・バッティスタ・ピラネージ、ヴィクトール・オルタなどが参照されており、そのうちのいくつかは作中で暗示されるにとどまっているが、ヴェルヌやオルタなどは作中で明示的に言及されている。
一方『ラ・ドゥース』では、ベルギーで運行していた実在の蒸気機関車である12形機関車を登場させており、同機関車を廃車から守ろうとする老機関士の奮闘を描いている。またこの作品はバンド・デシネとしては初めての試みとしてARシステムが使われており、本の見返しに描かれた絵をウェブカメラで撮ることにより、絵が3DCGの動画になるという仕掛けが施されている(このARシステムは、フランスのソフトウェア会社ダッソー・システムズによって開発されている)。

## 作品
※特記がない限りスクイテン単独名義

### シリーズ
- 変容(Métamorphoses、クロード・ルナールとの共作、1980年-1982年、全2巻)
  1. シンビオラの中心(Aux Médianes de Cymbiola、1980年)
  2. 鉄道(Le Rail、1982年)
- 空洞の地(Les Terres Creuses、リュック・スクイテンとの共作、1980年-1990年、全3巻)
  1. カラパス(Carapaces、1980年)
  2. ザラ(Zara、1985年)
  3. ノジュゴン(Nogegon、1990年)
- 闇の国々(Les Cités Obscures、ブノワ・ペータース作、1983年-2008年、全24巻)
  1. サマリスの壁(Les Murailles de Samaris、1983年)
  2. 狂騒のユルビカンド(La Fièvre d'Urbicande、1985年)
  3. ユルビカンドの秘密(Le Mystère d'Urbicande、1985年)
  4. 古文書官(L'Archiviste、1987年)
  5. 塔(La Tour、1987年)
  6. アルミリアへの道(La Route d'Armilia、1988年)
  7. 今昔交通機関辞典(L'Encyclopédie des Transports Présents et à Venir、1988年)
  8. A・デゾンブル美術館(Le Musée A. Desombres、1990年)
  9. ブリュゼル(Brüsel、1992年)
  10. 永遠の現在の記憶(Souvenirs de l'Éternel Présent、1993年)
  11. エコー・デ・シテ(L'Écho des Cités、1993年)
  12. 闇の国々を巡って(Autour des Cités Obscures、1994年)
  13. 傾いたメリー(Mary la Penchée、1995年、絵本版)
  14. 傾いた少女(L'Enfant Penchée、1996年)
  15. 闇の国々ガイドブック(Le Guide des Cités、1996年)
  16. ある男の影(L'Ombre d'un Homme、1999年)
  17. ユートピアへの旅(Voyages en Utopie、2000年)
  18. アブラハム博士の奇妙な症例(L'Étrange Cas du Docteur Abraham、2001年)
  19. 見えない国境 第1巻(La Frontière Invisible - Tome 1、2002年)
  20. 見えない国境 第2巻(La Frontière Invisible - Tome 2、2004年)
  21. 可能性の扉(Les Portes du Possible、2005年)
  22. 砂粒の理論 第1巻(La Théorie du Grain de Sable: Tome 1、2007年)
  23. 砂粒の理論 第2巻(La Théorie du Grain de Sable: Tome 2、2008年)
  24. スクイテン＝ペータースのアトリエ(L'Atelier de Schuiten-Peeters、2008年)
- パリ再訪(Revoir Paris、ブノワ・ペータース作、2014年、既刊1巻)

### 単巻
- 機械工(Les Machinistes、ティエリー・スモルドゥレンとクロード・ルナールとの共作、1984年)
- プラジア!(Plagiat!、アラン・ゴファンとブノワ・ペータースとの共作、1989年)
- ドロレス(Dolores、ブノワ・ペータースとアンヌ・バルテュスとの共作、1991年)
- 月の馬(Les Chevaux de Lune、2004年、絵本版)
- オートリック邸―アール・ヌーヴォー様式の家の変身(La Maison Autrique - Métamorphoses d'une Maison Art Nouveau、ブノワ・ペータース作、2004年)
- ラ・ドゥース(La Douce、2012年)

## 日本での出版
- 闇の国々シリーズ(古永真一・原正人訳、小学館集英社プロダクション)
  1. 『闇の国々』(2011年12月、ISBN 4796871012)
  2. 『闇の国々 II』(2012年10月、ISBN 4796871322)
  3. 『闇の国々 III』(2013年3月、ISBN 4796871462)
  4. 『闇の国々 IV』(2013年10月、ISBN 479687173X)
- 『ラ・ドゥース』(古永真一訳、小学館集英社プロダクション、2013年6月、ISBN 4796871535)